# ترزا وایزمن
ترزا وایزمن (انگلیسی: Theresa Wiseman؛ زادهٔ ۱ ژانویهٔ ۱۹۵۶) بازیکن فوتبال اهل بریتانیا است.